# オーリオ・リッタ
オーリオ・リッタ（伊: Orio Litta）は、イタリア共和国ロンバルディア州ローディ県にある、人口約2,000人の基礎自治体（コムーネ）。

## 地理

### 位置・広がり

#### 隣接コムーネ
隣接するコムーネは以下の通り。括弧内のMIはミラノ県、PVはパヴィーア県、PCはピアチェンツァ県所属を示す。
- カレンダスコ (PC)
- キニョーロ・ポー (PV)
- リヴラーガ
- モンティチェッリ・パヴェーゼ (PV)
- オスペダレット・ロディジャーノ
- サン・コロンバーノ・アル・ランブロ (MI)
- センナ・ロディジャーナ

### 気候分類・地震分類
気候分類では、zona E, 2701 GGに分類される。
また、イタリアの地震リスク階級 (it) では、zona 3 (sismicità bassa) に分類される。